# Haplolobus borneensis
Haplolobus borneensis är en tvåhjärtbladig växtart som beskrevs av Herman Johannes Lam. Haplolobus borneensis ingår i släktet Haplolobus och familjen Burseraceae. Inga underarter finns listade i Catalogue of Life.